# Дудзяк, Джереми
Джереми Дудзяк (нем. Jeremy Dudziak; 28 августа 1995, Дуйсбург, Германия) — немецкий футболист тунисского происхождения, защитник и полузащитник.

## Клубная карьера

### «Боруссия Дортмунд»
В раннем детстве Дудзяк посещал юношеские академии футбольных клубов «Виктория Биик» и «Дуйсбург», в 2007 году перебрался в академию Шальке 04, а спустя 2 года в возрасте 16 лет он присоединился к академии дортмундской «Боруссии». Он дебютировал за вторую команду «Боруссии» Дортмунд в матче против «Карлсруэ» 16 февраля 2013 года, выйдя на замену на 86 минуте вместо Мустафы Амини. В сезоне 2013/2014 он сыграл за молодёжный состав 8 матчей, в которых забил 6 голов. В том же сезоне Дудзяк вместе с резервной командой сыграл в 12 матчах Третьей лиги Германии.
13 января 2015 года Дудзяк сыграл в товарищеском матче «Боруссии» против швейцарской команды «Сьон», он начал матч в стартовом составе и играл до тех пор пока не был заменен Таммой Хардером на 61 минуте. Он также сыграл в ещё четырёх товарищеских матчах против голландского клуба «Утрехт», два раза против «Фортуны» из Дюссельдорфа и клуба «Гессен Кассель».
27 января Дудзяк подписал свой профессиональный контракт с «Боруссией» Дортмунд до 2018 года. 4 марта 2015 года Дудзяк попал в заявку на матч Кубка Германии против дрезденского «Динамо», но так и не появился на поле. Его дебют за первую команду состоялся в матче Бундеслиги против «Ганновер 96» 21 марта 2015 года. Дудзяк вышел на замену на 58 минуте вместо Оливера Кирха, матч закончился победой «Боруссии» со счетом (3:2).

### «Санкт-Паули»
28 августа перешёл в клуб Второй Бундеслиги «Санкт-Паули» и подписал контракт до 2018 года, также у «Боруссии» есть право первоочередного выкупа футболиста. В 11 туре второй Бундеслиги сезона 2015/16, в матче против берлинского Униона Дудзяк забил свой первый гол в профессиональной карьере.

### «Гамбург»
В сезоне 2019/20 Дудзяк перешёл в другой немецкий клуб — «Гамбург», подписав контракт до 30 июня 2022 года.

### «Гройтер Фюрт»
В сезоне 2021/22 Дудзяк перешёл в «Гройтер Фюрт», подписав контракт до 2024 года.

## Международная карьера
Дудзяк дебютировал за юношескую сборную Германии до 17 лет в матче против России в 2011 году. Позднее в 2013 году он был вызван юношескую сборную до 19 лет, с которой в 2014 году он выиграл чемпионат Европы до 19 лет.
Дудзяк претендовал на право выступления за сборные Ганы и Туниса, так как его отец родился в Гане и вырос в Тунисе. 6 февраля 2019 года дебютировал за сборную Туниса в товарищеском матче против сборной Мавритании. Так как игрок не обладает гражданством Туниса, он не может выступать в официальных матчах за сборную этой страны. Из-за отсутствия контактов с отцом у Дудзяка возникли сложности с натурализацией.

## Достижения
- Чемпион Европы (до 19 лет) — 2014